# Фагу, Бесим
Бесим Фагу (алб. Besim Fagu; 10 марта 1925, Тирана — 1 января 1999, Тирана) — албанский футболист, защитник. Мастер спорта Албании по футболу.

## Биография
Начинал играть в 1945 году в команде «17 Нентори» Тирана.
В 1946 году перешёл в армейский клуб «Партизани» Тирана, в составе которого играл до 1959 года и стал семикратным чемпионом Албании (1947, 1948, 1949, 1954, 1957, 1958, 1959). Серебряный призёр Спартакиады дружественных армий 1958.
В 1951 году в составе команды военного института физкультуры — обладателя Кубка Ленинграда — провёл один матч в розыгрыше Кубка СССР 1951 года.
В 1946—1958 годах провёл 11 матчей за сборную Албании. Обладатель Балканского кубка 1946.